# André Roder

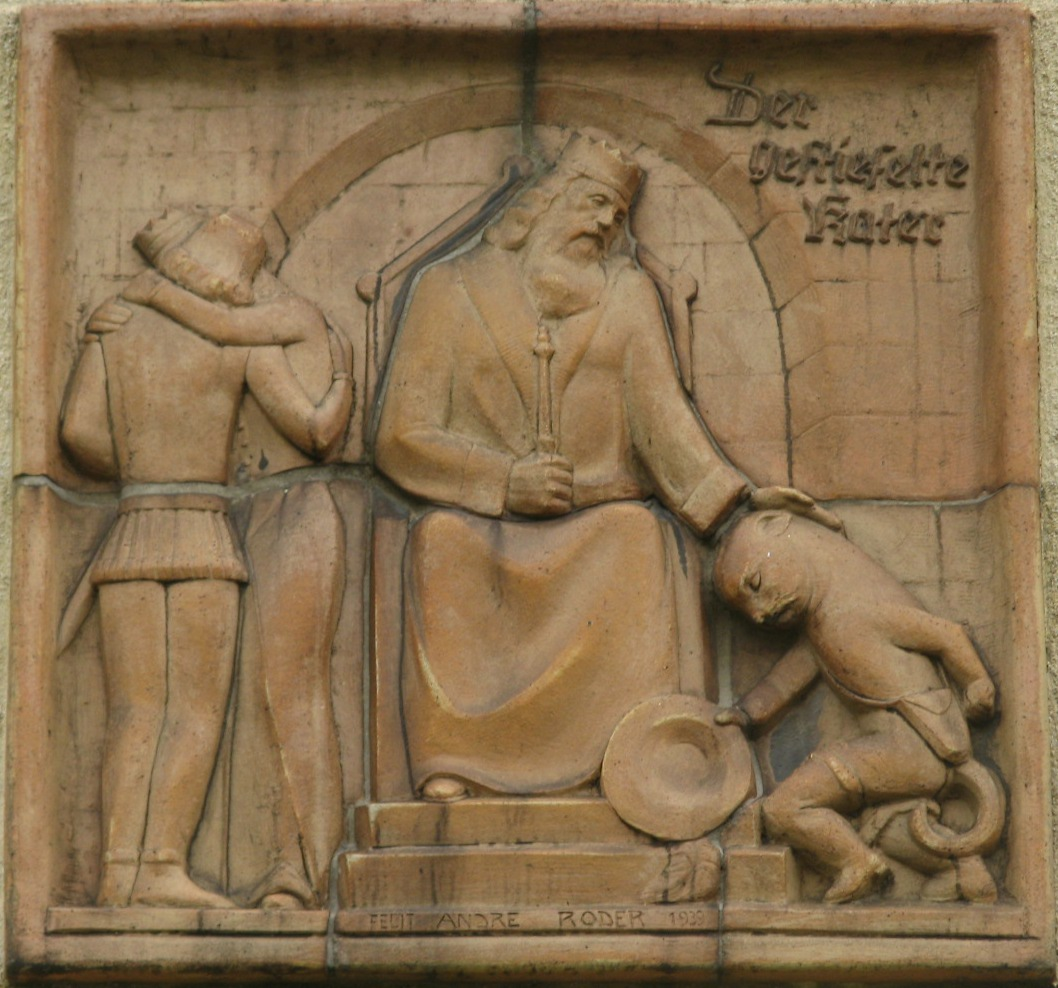
Der gestiefelte Kater. Terrakottarelief in Wien-Favoriten (1939)

André Roder (geboren 31. Mai 1900 in Wien, Österreich-Ungarn; gestorben 9. Mai 1959 in Wien) war ein österreichischer Bildhauer.

## Leben
Roder war 1918 Schüler des Malers Berthold Dominik Lippay und des Bildhauers Paul Paintl. Von 1925 bis 1930 lernte er an der Meisterschule für Bildhauerei der Akademie der bildenden Künste Wien bei Hans Bitterlich. Roder besuchte nebenher auch die Wiener Musikakademie. 1928 erhielt er einen Ehrenpreis der Stadt Wien für das „Denkmal der Mutter“ am Baumgartner Friedhof. 1929 hatte er seine erste Ausstellung und erhielt 1930 den Meisterschulpreis. Roder schuf einen Engel für die Krypta der seinerzeitigen Dr.-Karl-Lueger-Gedächtniskirche. In der Zeit des Nationalsozialismus hatte er 1943 eine Sonderschau im Maximilianmuseum in Augsburg. 1945 wurde sein Staatsatelier samt den darin befindlichen Entwürfen durch Kriegseinwirkung vernichtet.

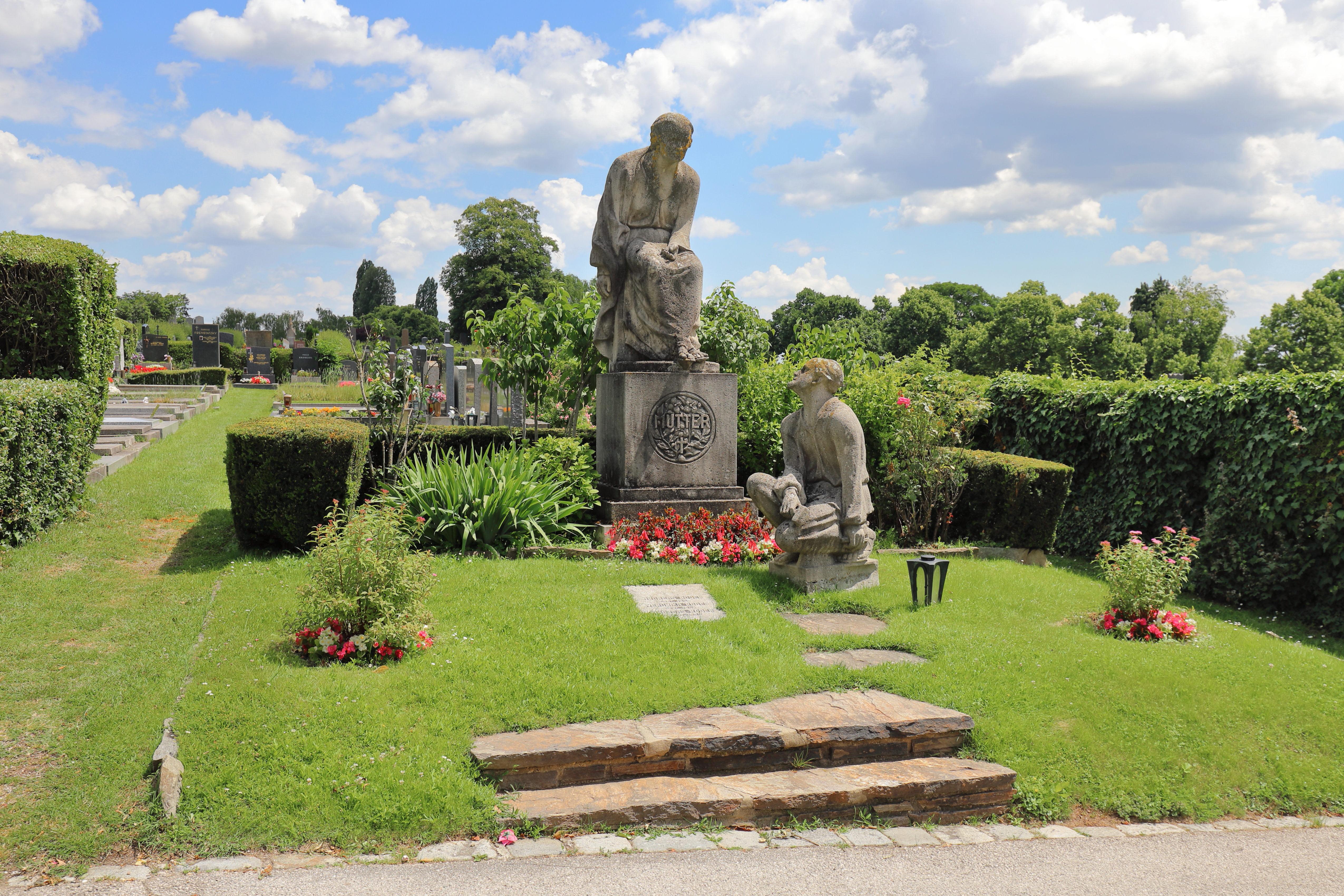
Grab von Roder mit dem Denkmal der Mütter auf dem Baumgartner Friedhof

Roder erhielt 1950 den Auftrag, den kriegszerstörten  Bellonabrunnen in der alten Form von Lorenzo Mattielli zu rekonstruieren. Roder war Mitglied der „Genossenschaft bildender Künstler“ und der „Deutschen Kunstgemeinschaft“.
Er wurde am Baumgartner Friedhof bestattet.
Der Fotograf Rudolf Koppitz hat Roder 1926 bei der Arbeit porträtiert.

## Plastiken (Auswahl)

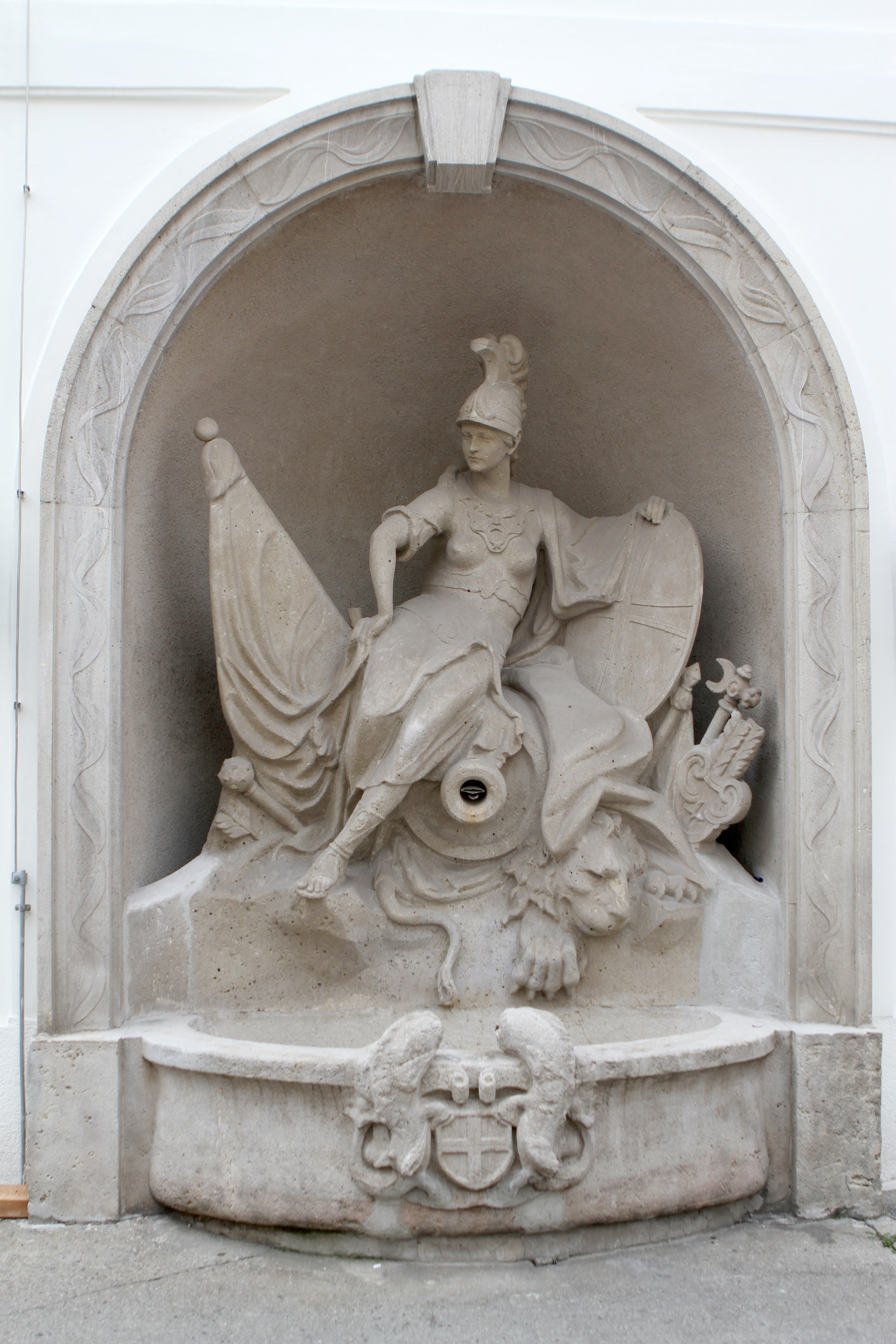
Bellonabrunnen (rekonstruiert) in Wien

- Denkmal Friedrich Becke im Arkadenhof der Universität Wien
- Bellonabrunnen in Wien
- Grabmale für
  - Franz Schmidt (Komponist), Zentralfriedhof in Wien
  - Wilhelm Kienzl (Komponist), Zentralfriedhof in Wien
  - Ferdinand Exl (Schauspieler), Innsbruck